# جيانفرانكو دي خوليو
جيانفرانكو دي خوليو (5 يوليو 1986 في فنزويلا - ) هو لاعب كرة قدم فنزويلا وإيطالي في مركز الوسط. شارك مع منتخب فنزويلا تحت 20 سنة لكرة القدم. أما مع النوادي، فقد لعب مع نادي كييتي كالسيو الرياضي وديبورتيفو ميراندا وفياريال سي ‏ وS.D. Centro Italo Venezolano ‏ وCittà di Isernia San Leucio SSD ‏ وSantegidiese Calcio SSD ‏ ونادي جيلا.

## وصلات خارجية
- جيانفرانكو دي خوليو على موقع قاعدة بيانات كرة القدم.إي يو (الإنجليزية)